# Comuna Mireșu Mare, Maramureș
Mireșu Mare (în maghiară: Nagynyíres) este o comună în județul Maramureș, Transilvania, România, formată din satele Dăneștii Chioarului, Iadăra, Lucăcești, Mireșu Mare (reședința), Remeți pe Someș, Stejera și Tulghieș.

## Demografie
Componența etnică a comunei Mireșu Mare
     Români (92,7%)
     Romi (1,77%)
     Alte etnii (0,4%)
     Necunoscută (5,13%)
Componența confesională a comunei Mireșu Mare
     Ortodocși (74,51%)
     Penticostali (11,19%)
     Martori ai lui Iehova (3,64%)
     Greco-catolici (2,94%)
     Baptiști (1,35%)
     Alte religii (0,99%)
     Necunoscută (5,37%)
Conform recensământului efectuat în 2021, populația comunei Mireșu Mare se ridică la 5.030 de locuitori, în creștere față de recensământul anterior din 2011, când fuseseră înregistrați 4.766 de locuitori. Majoritatea locuitorilor sunt români (92,7%), cu o minoritate de romi (1,77%), iar pentru 5,13% nu se cunoaște apartenența etnică. Din punct de vedere confesional, majoritatea locuitorilor sunt ortodocși (74,51%), cu minorități de penticostali (11,19%), martori ai lui Iehova (3,64%), greco-catolici (2,94%) și baptiști (1,35%), iar pentru 5,37% nu se cunoaște apartenența confesională.

## Politică și administrație
Comuna Mireșu Mare este administrată de un primar și un consiliu local compus din 13 consilieri. Primarul, Ioan Mătieș[*], de la Partidul Social Democrat, este în funcție din 2016. Începând cu alegerile locale din 2024, consiliul local are următoarea componență pe partide politice:
|  | Partid                          | Consilieri | Componența Consiliului | Componența Consiliului | Componența Consiliului | Componența Consiliului | Componența Consiliului | Componența Consiliului | Componența Consiliului | Componența Consiliului |
|  | ------------------------------- | ---------- | ---------------------- | ---------------------- | ---------------------- | ---------------------- | ---------------------- | ---------------------- | ---------------------- | ---------------------- |
|  | Partidul Social Democrat        | 8          |                        |                        |                        |                        |                        |                        |                        |                        |
|  | Partidul Național Liberal       | 4          |                        |                        |                        |                        |                        |                        |                        |                        |
|  | Alianța pentru Unirea Românilor | 1          |                        |                        |                        |                        |                        |                        |                        |                        |

## Vezi și
- Biserica de lemn din Stejera
- Bârsău - Șomcuta (sit de importanță comunitară Natura 2000)
- Cursul mijlociu al Someșului (arie de protecție specială avifaunistică).

## Imagini

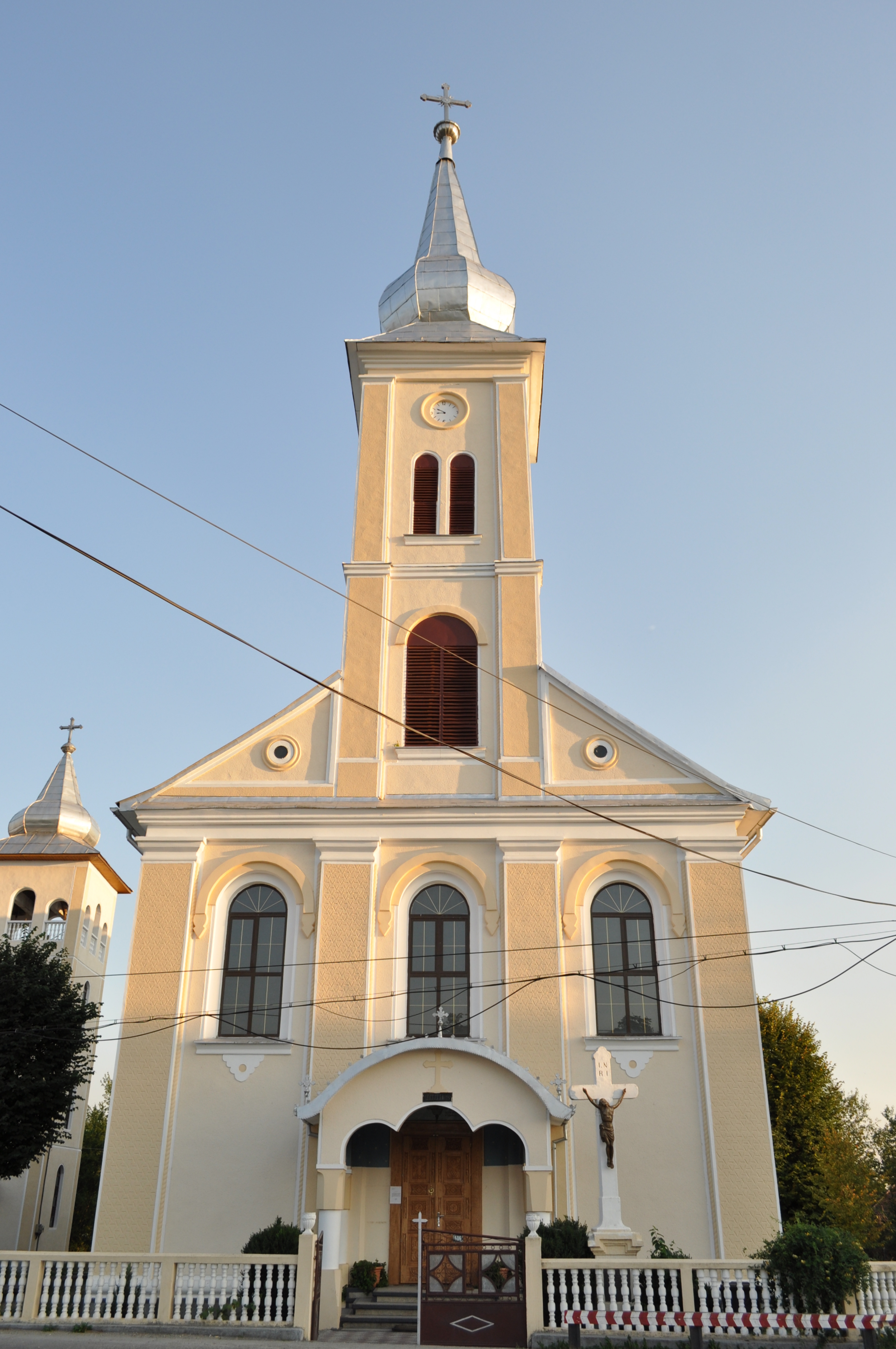
Biserica ortodoxă „Sfinții Arhangheli Mihail și Gavriil” (1886)
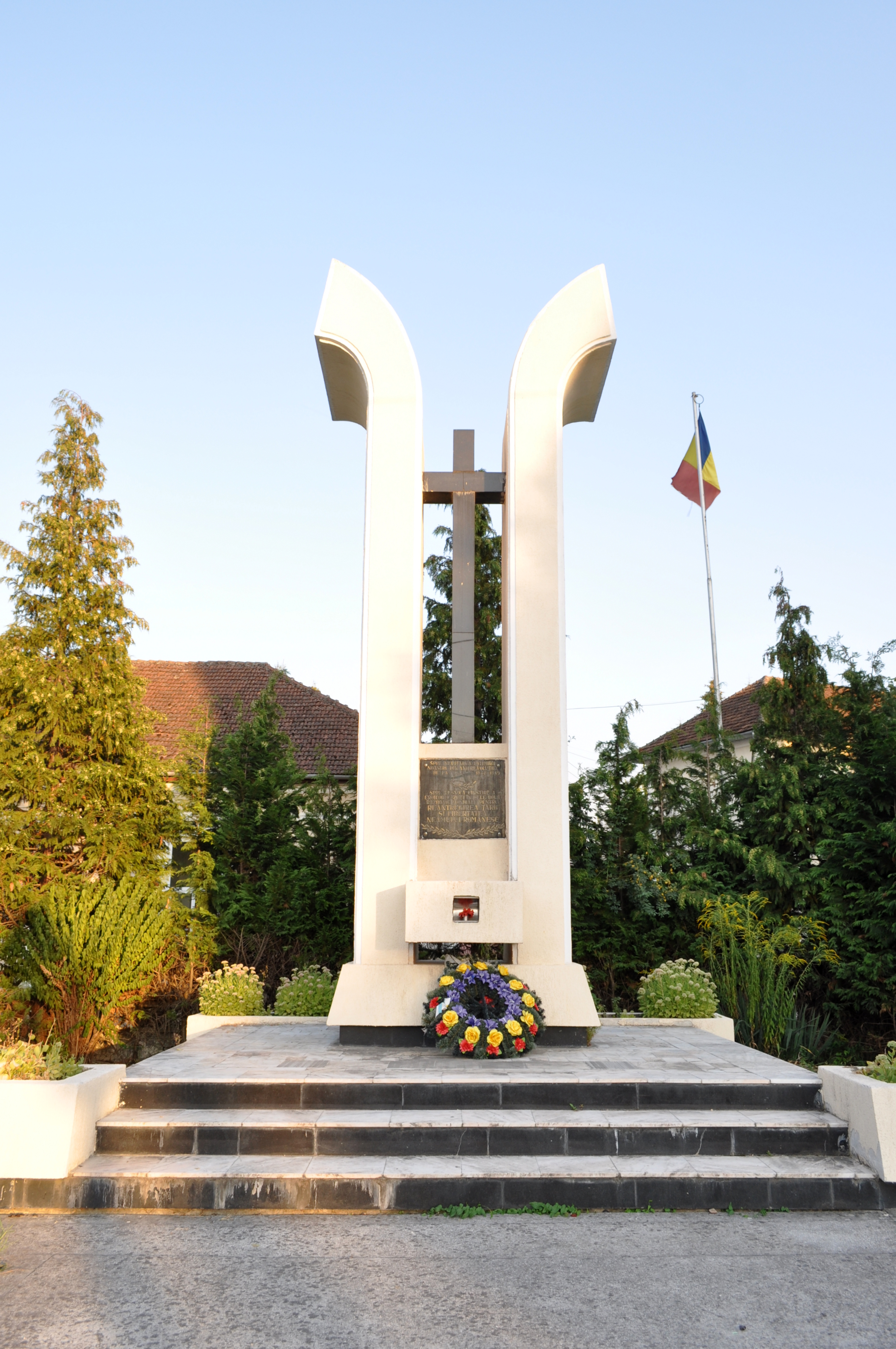
Monumentul Eroilor